# Navicelliere
Nella Chiese di tradizione cattolica latina il navicelliere o naviculario (dal latino navicularius) o navettario è il ministrante che ha l'incarico di portare la navicella, quando si usa l'incenso nella liturgia e in altre celebrazioni di preghiera (come ad esempio le processioni in onore di santi e la novena del Natale). In mancanza del navicelliere, è supplito dal turiferario che regge, oltre al turibolo, anche la navicella.

## Compiti

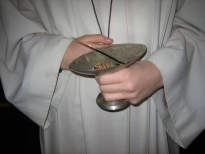
Navicelliere

Il navicelliere impugna il piedistallo della navicella con la mano sinistra e la tiene davanti al petto, mentre tiene la destra sul petto un poco sopra la navicella. Porge, a tempo debito, la navicella con il coperchio aperto al celebrante, il quale con il cucchiaino della navicella prende un po' dell'incenso in essa contenuto, deponendolo sui carboni ardenti nel turibolo per poi benedire l'incenso stesso. 
Il navicelliere sta sempre alla sinistra del turiferario. Turiferario e navicelliere, durante le processioni, incedono prima di tutti gli altri ministri, tranne che nelle processioni con il santissimo Sacramento, nel qual caso il navicelliere sta vicino ai turiferari a fianco del Santissimo stesso per provvedere all'occorrenza all'infusione dell'incenso.
Durante le messe in cui si usa l'incenso, turiferario e naviculario agiscono durante la processione iniziale, prima e durante la proclamazione del Vangelo, alla presentazione delle offerte e durante l'anamnesi o "consacrazione".